# Sencsou–10
A Sencsou (Shenzhou)–10 (神舟十号) volt a Sencsou (Shenzhou)–program és Kína ötödik emberes űrrepülése. Az űrhajón utazott Kína második női űrhajósa, Vang Ja-ping (Wang Yaping). A parancsnok, Nie Haj-seng (Nie Haisheng) már korábban is járt az űrben a Sencsou–6 fedélzetén.

## Küldetés
Az űrhajó 2013. június 13-án, magyar idő szerint 7:11-kor automatikus üzemmódban kapcsolódott a kísérleti modulhoz, a Tienkung (Tiangong)–1-hez. A küldetés célja orvosi és élettani kísérleteken túl az volt, hogy gyakorolják az űrállomáson felmerülő feladatokat. Ennek kapcsán gyakorlat keretében többször eltávolodtak, majd kézi vezérléssel csatlakoztak az űreszközhöz. (A Tiangong–1 várhatóan 2015-ig marad pályán, utána Kína egy új, nagyobb és többfunkciós űrállomást tervez pályára állítani.)